# Marko Vejinović
Marko Vejinović (Amsterdam, 3 de fevereiro de 1990), é um futebolista Holandês que atua como meio-campo. Atualmente, joga pelo Feyenoord.

## Títulos

### AZ
- Eredivisie (1): 2008–09
- Dutch Supercup: (1) 2009

### Feyenoord
- Campeonato Holandês: 2016–17
- Supercopa dos Países Baixos: 2017